# Coupe d'Afrique de rugby à XV 2016
Navigation
Coupe d'Afrique 2015 Coupe d'Afrique 2017
La Coupe d'Afrique de rugby à XV 2016 est une compétition organisée par Rugby Afrique qui oppose les 14 meilleures nations africaines (en ne comptant pas l'Afrique du Sud qui participe à cette compétition occasionnellement).

## Équipes engagées
| Rang RA | Rang WR | Équipe   | Participation (Pre) | Meilleur résultat                        |
| ------- | ------- | -------- | ------------------- | ---------------------------------------- |
| 1       | 21      | Namibie  | 12e (2000)          | Vainqueur (2002, 2004, 2009, 2014, 2015) |
| 2       | 26      | Kenya    | 12e (2003)          | Vainqueur (2011, 2013)                   |
| 3       | 31      | Zimbabwe | 15e (2000)          | Vainqueur (2012)                         |
| 8       | 51      | Ouganda  | 09e (2003)          | Vainqueur (2007)                         |

| Division 1B - Botswana (64) - Côte d'Ivoire (50) - Madagascar (45) - Sénégal (42) - Tunisie (38) - Zambie (83) | Division 1C - Maroc (55) - Nigeria (77) - Maurice (86) |

N.B : le nombre entre parenthèses correspond au rang mondial avant le début de la compétition, le 26 juin.

## Division 1A
La compétition se déroule du 2 juillet au 6 août 2016.

### Détails des résultats
| 2 juillet 2016 | Ouganda | 31 - 40 (12 - 21) | Namibie | Kyadondo Rugby Grounds, Kampala 4 000 spectateurs Arbitre : Rasta Rasivhenge |
| 2 juillet 2016 | Rapport |                   |         | Kyadondo Rugby Grounds, Kampala 4 000 spectateurs Arbitre : Rasta Rasivhenge |
| 2 juillet 2016 |         |                   |         | Kyadondo Rugby Grounds, Kampala 4 000 spectateurs Arbitre : Rasta Rasivhenge |

| 9 juillet 2016 | Zimbabwe | 15 - 61 (15 - 24) | Kenya | Police Grounds, Harare Arbitre : Marius van der Westhuizen (en) |
| 9 juillet 2016 | Rapport  |                   |       | Police Grounds, Harare Arbitre : Marius van der Westhuizen (en) |
| 9 juillet 2016 |          |                   |       | Police Grounds, Harare Arbitre : Marius van der Westhuizen (en) |

| 16 juillet 2016 | Namibie | 56 - 21 (42 - 7) | Kenya | Hage Geingob Stadium, Windhoek Arbitre : arius van der Westhuizen (en) |
| 16 juillet 2016 | Rapport |                  |       | Hage Geingob Stadium, Windhoek Arbitre : arius van der Westhuizen (en) |
| 16 juillet 2016 |         |                  |       | Hage Geingob Stadium, Windhoek Arbitre : arius van der Westhuizen (en) |

| 23 juillet 2016 | Zimbabwe | 27 - 34 (17 - 15) | Ouganda | Police Grounds, Harare Arbitre : Lesego Legoete (en) |
| 23 juillet 2016 | Rapport  |                   |         | Police Grounds, Harare Arbitre : Lesego Legoete (en) |
| 23 juillet 2016 |          |                   |         | Police Grounds, Harare Arbitre : Lesego Legoete (en) |

| 30 juillet 2016 | Kenya   | 45 - 24 (23 - 19) | Ouganda | RFUEA ground, Nairobi Arbitre : Jaco van Heerden (en) |
| 30 juillet 2016 | Rapport |                   |         | RFUEA ground, Nairobi Arbitre : Jaco van Heerden (en) |
| 30 juillet 2016 |         |                   |         | RFUEA ground, Nairobi Arbitre : Jaco van Heerden (en) |

| 6 août 2016 | Namibie | 60 - 22 (29 - 0) | Zimbabwe | Hage Geingob Stadium, Windhoek Arbitre : Jaco van Heerden (en) |
| 6 août 2016 | Rapport |                  |          | Hage Geingob Stadium, Windhoek Arbitre : Jaco van Heerden (en) |
| 6 août 2016 |         |                  |          | Hage Geingob Stadium, Windhoek Arbitre : Jaco van Heerden (en) |

### Classement
| Rang | Pays     | J | V | N | D | Em | Ee | Bo | Bd | Pm  | Pe  | Diff | Pts |
| ---- | -------- | - | - | - | - | -- | -- | -- | -- | --- | --- | ---- | --- |
| 1    | Namibie  | 3 | 3 | 0 | 0 | 23 | 10 | 3  | 0  | 156 | 74  | +82  | 15  |
| 2    | Kenya    | 3 | 2 | 0 | 1 | 15 | 10 | 2  | 0  | 127 | 95  | +32  | 10  |
| 3    | Ouganda  | 3 | 1 | 0 | 2 | 10 | 9  | 3  | 0  | 89  | 112 | -23  | 7   |
| 4    | Zimbabwe | 3 | 0 | 0 | 3 | 8  | 24 | 0  | 1  | 64  | 155 | -91  | 1   |

|  | Vainqueur du championnat (no 1). |
|  | Relégué en division 1B (no 4).   |

## Division 1B
La compétition se déroule à Antananarivo (Madagascar) du 12 au 19 juin 2016 et à Tunis (Tunisie) du 26 juin au 2 juillet 2016.

### Poule A

#### Détails des résultats
| 12 juin 2016 | Madagascar | 24 - 15 (5 - 7) | Zambie | Stade Mahamasina, Antananarivo Arbitre : J. C. Cauquil (Réunion) |
| 12 juin 2016 | Rapport    |                 |        | Stade Mahamasina, Antananarivo Arbitre : J. C. Cauquil (Réunion) |
| 12 juin 2016 |            |                 |        | Stade Mahamasina, Antananarivo Arbitre : J. C. Cauquil (Réunion) |

| 15 juin 2016 | Zambie  | 3 - 54 | Sénégal | Stade Mahamasina, Antananarivo |
| 15 juin 2016 | Rapport |        |         | Stade Mahamasina, Antananarivo |
| 15 juin 2016 |         |        |         | Stade Mahamasina, Antananarivo |

| 19 juin 2016 | Sénégal | 30 - 24 (15 - 7) | Madagascar | Stade Mahamasina, Antananarivo Arbitre : Lourens van der Merwe (en) (Afrique du Sud) |
| 19 juin 2016 | Rapport |                  |            | Stade Mahamasina, Antananarivo Arbitre : Lourens van der Merwe (en) (Afrique du Sud) |
| 19 juin 2016 |         |                  |            | Stade Mahamasina, Antananarivo Arbitre : Lourens van der Merwe (en) (Afrique du Sud) |

#### Classement
| Rang | Nation     | J | V | N | D | Pm | Pe | Diff | Pts |
| ---- | ---------- | - | - | - | - | -- | -- | ---- | --- |
| 1    | Sénégal    | 2 | 2 | 0 | 0 | 84 | 27 | +57  | 8   |
| 2    | Madagascar | 2 | 1 | 0 | 1 | 48 | 45 | +3   | 4   |
| 3    | Zambie     | 2 | 0 | 0 | 2 | 18 | 78 | -60  | 0   |

|  | Qualifié pour la finale (no 1). |
|  | Relégué en division 1C (no 3).  |

### Poule B

#### Détails des résultats
| 26 juin 2016 | Tunisie | 43 - 10 (26 - 3) | Botswana | Monastir, Tunisie 1 000 spectateurs Arbitre : Sylvain Mané (Sénégal) |
| 26 juin 2016 | Rapport |                  |          | Monastir, Tunisie 1 000 spectateurs Arbitre : Sylvain Mané (Sénégal) |
| 26 juin 2016 |         |                  |          | Monastir, Tunisie 1 000 spectateurs Arbitre : Sylvain Mané (Sénégal) |

| 29 juin 2016 | Botswana | 13 - 20 (5 - 8) | Côte d'Ivoire | Monastir, Tunisie 800 spectateurs Arbitre : C. Cap (Kenya) |
| 29 juin 2016 | Rapport  |                 |               | Monastir, Tunisie 800 spectateurs Arbitre : C. Cap (Kenya) |
| 29 juin 2016 |          |                 |               | Monastir, Tunisie 800 spectateurs Arbitre : C. Cap (Kenya) |

| 2 juillet 2016 | Côte d'Ivoire | 5 - 50 (0 - 17) | Tunisie | Monastir, Tunisie 3 000 spectateurs Arbitre : Vivien Praderie (France) |
| 2 juillet 2016 | Rapport       |                 |         | Monastir, Tunisie 3 000 spectateurs Arbitre : Vivien Praderie (France) |
| 2 juillet 2016 |               |                 |         | Monastir, Tunisie 3 000 spectateurs Arbitre : Vivien Praderie (France) |

>

#### Classement
| Rang | Nation        | J | V | N | D | Pm | Pe | Diff | Pts |
| ---- | ------------- | - | - | - | - | -- | -- | ---- | --- |
| 1    | Tunisie       | 2 | 2 | 0 | 0 | 93 | 15 | +78  | 9   |
| 2    | Côte d'Ivoire | 2 | 1 | 0 | 1 | 25 | 63 | -38  | 4   |
| 3    | Botswana      | 2 | 0 | 0 | 2 | 23 | 63 | -40  | 0   |

|  | Qualifié pour la finale (no 1). |
|  | Relégué en division 1C (no 3).  |

### Finale
| 12 novembre 2016 15 h | Tunisie                      | 14 - 15 (6 - 6) | Sénégal         | Stade olympique Mustapha Ben Jannet, Monastir, 5 000 spectateurs Arbitre : Constant Cap (Kenya) |
| 12 novembre 2016 15 h | Essai(s) : 1 Pénalité(s) : 3 | Rapport         | Pénalité(s) : 5 | Stade olympique Mustapha Ben Jannet, Monastir, 5 000 spectateurs Arbitre : Constant Cap (Kenya) |
| 12 novembre 2016 15 h |                              | Rapport         |                 | Stade olympique Mustapha Ben Jannet, Monastir, 5 000 spectateurs Arbitre : Constant Cap (Kenya) |

Le Sénégal promu en Division 1A.

## Division 1C
La compétition se déroule au stade du COC, à Casablanca au Maroc du 10 au 16 juillet 2016.

### Détails des résultats
| 10 juillet 2016 17 h | Maroc                               | 68 - 3 (36 - 0) | Maurice         | Stade du COC, Casablanca 1 700 spectateurs Arbitre : Salem Attalah |
| 10 juillet 2016 17 h | Essai(s) : 12 Transformation(s) : 4 | Rapport         | Pénalité(s) : 1 | Stade du COC, Casablanca 1 700 spectateurs Arbitre : Salem Attalah |
| 10 juillet 2016 17 h |                                     | Rapport         |                 | Stade du COC, Casablanca 1 700 spectateurs Arbitre : Salem Attalah |

| 13 juillet 2016 17 h | Nigeria                                            | 31 - 21 (10 - 6) | Maurice                                            | Stade du COC, Casablanca 1 000 spectateurs Arbitre : Akram Garchi |
| 13 juillet 2016 17 h | Essai(s) : 4 Transformation(s) : 4 Pénalité(s) : 1 | Rapport          | Essai(s) : 2 Transformation(s) : 1 Pénalité(s) : 3 | Stade du COC, Casablanca 1 000 spectateurs Arbitre : Akram Garchi |
| 13 juillet 2016 17 h |                                                    | Rapport          |                                                    | Stade du COC, Casablanca 1 000 spectateurs Arbitre : Akram Garchi |

| 16 juillet 2016 16 h | Maroc                              | 53 - 10 (22 - 7) | Nigeria                                            | Stade du COC, Casablanca 2 500 spectateurs Arbitre : Bahroun Haykel |
| 16 juillet 2016 16 h | Essai(s) : 9 Transformation(s) : 4 | Rapport          | Essai(s) : 1 Transformation(s) : 1 Pénalité(s) : 1 | Stade du COC, Casablanca 2 500 spectateurs Arbitre : Bahroun Haykel |
| 16 juillet 2016 16 h |                                    | Rapport          |                                                    | Stade du COC, Casablanca 2 500 spectateurs Arbitre : Bahroun Haykel |

### Classement
| Rang | Nation  | J | V | N | D | Pm  | Pe | Diff | Pts |
| ---- | ------- | - | - | - | - | --- | -- | ---- | --- |
| 1    | Maroc   | 2 | 2 | 0 | 0 | 121 | 13 | +108 | 10  |
| 2    | Nigeria | 2 | 1 | 0 | 1 | 41  | 74 | -33  | 5   |
| 3    | Maurice | 2 | 0 | 0 | 2 | 24  | 99 | -75  | 0   |

|  | Vainqueur (no 1). |